# Охотски цвъркач
Охотски цвъркач (Locustella ochotensis) е вид птица от семейство Locustellidae.

## Разпространение
Видът е разпространен в Бруней, Индонезия, Китай, Малайзия, Русия, Филипините, Южна Корея и Япония.